# Born Yesterday (1993)
Born Yesterday é um filme americano de 1993, baseado na peça teatral A Rainha do Ferro Velho de Garson Kanin. O filme é estrelado por Melanie Griffith, John Goodman e Don Johnson. Foi adaptado por Douglas McGrath e dirigido por Luis Mandoki.
Esta versão é um remake do filme de 1950 de mesmo nome, estrelado por Broderick Crawford, Judy Holliday (em um desempenho premiado com o Oscar) e William Holden. 

## Sinopse
Um empresário vai a Washington, D.C. para tratar de negócios com políticos e leva consigo sua namorada, uma ex-dançarina de Las Vegas, inculta e que vive cometendo gafes. Para evitar que ela crie confusões, o empresário contrata um jornalista para que ele ensine boas maneiras à moça e para que ela fique mais esperta. Porém, os dois acabam se apaixonando.

## Elenco
- Melanie Griffith .... Billie Dawn
- John Goodman .... Harry Brock
- Don Johnson .... Paul Verrall
- Edward Herrmann .... Ed Devery
- Max Perlich .... JJ
- Michael Ensign .... Philippe
- Benjamin C. Bradlee .... Alex Duffee
- Sally Quinn .... Beatrice Duffee
- William Frankfather .... senador Kelley
- Fred Dalton Thompson .... senador Hedges
- Celeste Yarnall .... Sra. Hedges
- Nora Dunn .... Cynthia Schreiber
- Meg Wittney .... Sra. Kelley
- William Forward .... senador Duker
- Mary Gordon Murray .... Bindy Duker
- Ted Raimi .... assistente de Cynthia

- O Secretário da Marinha e sua esposa são interpretados por Benjamin C. Bradlee, ex-editor do jornal Washington Post, e sua esposa na vida real, a jornalista Sally Quinn.
- Fred Dalton Thompson, que interpreta o "senador Hedges", foi eleito senador pelo Tennessee no ano seguinte ao do lançamento do filme nos cinemas.

## Recepção da crítica
Born Yesterday tem recepção geralmente desfavorável por parte da crítica especializada. Possui tomatometer de 23% em base de 22 críticas no Rotten Tomatoes. Por parte da audiência do site tem 28% de aprovação.

## Prêmios e indicações
Framboesa de Ouro (EUA)
- Indicado na categoria de "Pior Atriz" (Melanie Griffith)